# Сутички у західній Донеччині (2014)

## Перебіг подій
11 травня 2014 року у місті Красноармійськ Донецької області біля міської ради проросійськими бойовиками здійснений напад на правоохоронців. В результаті сутички одна людина загинула та ще одна була поранена.
15 травня 2014 року спецбатальйоном «Донбас» було зайнято Великоновосілківський район Донецької області, і почато патрулювання разом місцевими добровольцями, а після штурму місцевого райвідділку міліції його співробітників було приведено до повторної присяги на вірність народу України. Водночас голова Новосілківської районної ради та начальник місцевого райвідділку міліції втекли в невідомому напрямі. Разом з тим, до смт Велика Новосілка висунувся батальйон «Схід» невизнаної Донецької народної республіки.
18 травня відбулась зачистка озброєних сепаратистів у Олександрівському районі Донецької області.
Вранці 23 травня в селі Карлівка проросійськими бойовиками, споряджених бронетранспортерами (три БТР), снайперським і важким озброєнням (великокаліберні кулемети та гранатомети), із засідки вчинено збройний напад на транспортну колону батальйону «Донбас». В результаті 4-годинного бою загинули 5 та поранено 6 бійців батальйону. Частина бійців потрапила в полон, де проросійські бойовики піддали їх нелюдським тортурам.
Того ж дня неподалік села Новопавлівка Волноваського району проросійськими бойовиками з автоматичної зброї обстріляно санітарну автомашину, внаслідок чого загинув солдат Збройних сил України, одна людина зазнала поранень..
Станом на 21 травня під контролем українських підрозділів силовиків перебували 6 районів Донецької області, в тому числі м. Добропілля, Добропільський, Олександрівський, Великоновосілківський райони під контролем спецбатальйону «Донбас», а у Великоновосілківський, Волноваський, Мар'їнський і Старобешівський райони контролювались підрозділами Національної гвардії. А наступного дня один з підрозділів батальйону «Донбас» взяв під охорону адміністративні будівлі у Володарському районі.